# Aoria
Aoria är ett släkte av svampar. Aoria ingår i divisionen sporsäcksvampar och riket svampar.